# Steganthera macooraia
Steganthera macooraia är en tvåhjärtbladig växtart som först beskrevs av Jacob Whitman Bailey, och fick sitt nu gällande namn av P.K. Endress. Steganthera macooraia ingår i släktet Steganthera och familjen Monimiaceae. Inga underarter finns listade i Catalogue of Life.